# Senec u Rakovníka
Senec (deutsch Senetz) ist eine Gemeinde in Tschechien. Sie liegt fünf Kilometer südlich von Rakovník und gehört zum Okres Rakovník.

## Geographie
Senec befindet sich am Fuße der Senecké hory im Tal des Baches Jalový potok am Rande des Rakonitzer Kessels (Rakovnická kotlina). Nordöstlich erheben sich die Pavlíkovské vršky (437 m), im Südosten die Senecká hora (505 m) sowie südwestlich der Žďár (535 m). Südlich des Dorfes liegt der Teich Senecký rybník.
Nachbarorte sind Lubná und Rakovník im Norden, Krčelák, Huřviny, U Skoupých, Kohoutův Mlýn, Děvín, Doupno und Nový Dům im Nordosten, Dolní Chlum, Horní Chlum und V Lybii im Osten, Pavlíkov, Křižovatka und Skřivaň im Südosten, Tytry, Panoší Újezd und Hvozd im Süden, Malinová und Žďáry im Südwesten, Příčina im Westen sowie Brant, Šanov und Hostokryje im Nordwesten.

## Geschichte
Senec wurde nach 1325 während der Herrschaft des Königs Johann von Luxemburg gegründet. Die erste schriftliche Erwähnung des Ortes erfolgte 1380. Erste nachweisbare Besitzer des zu den Pürglitzer Lehn gehörigen Gutes waren Otík Majírek und sein Sohn Jan. Seit dem Anfang des 15. Jahrhunderts ist die Existenz einer Feste nachweislich. Während des 15. und 16. Jahrhunderts wechselten die Besitzer des Lehngutes, das aus dem Dorf Senec und einem Hof bestand, häufig. Ende 1620 wurden das Dorf und die Feste von kaiserlichen Truppen, die mit 50.000 Mann zunächst bei Senomaty lagerten und dann nach Rakonitz zogen, geplündert und niedergebrannt. Im Jahre 1655 lagen noch sechs Chaluppen von Senec wüst. 1683 kaufte Otto von Helversen das Gut Senec mit der Feste, dem Meierhof, einer Brauerei, einer privilegierten Schänke, einer Mühle und Teichen für 15.000 Gulden und schlug es dem Allodialgut Petrowitz zu. Die Feste verlor damit ihre Bedeutung als Herrensitz und wurde dem Verfall überlassen. Zu Beginn des 18. Jahrhunderts verkaufte von Helversen das Gut an Johann Josef von Waldstein. 1715 überschrieb Waldstein das Gut seiner Tochter Maria Anna Fürstin zu Fürstenberg, die es am 13. Jänner 1732 an Georg Olivier von Wallis verkaufte. 1744 erbte die Besitzungen sein Sohn Stephan Olivier von Wallis. Er vereinigte das Gut Petrowitz mit der Herrschaft Koleschowitz. Im Jahre 1785 ließ er die wüste Feste Senec abbrechen und den Meierhof emphyteutisieren. Anfang des 19. Jahrhunderts begann in der Gegend von Petrowitz, Přičina und Senetz der Abbau von Steinkohle. 1832 erbte Stephans Sohn Rudolf Olivier Graf von Wallis den Besitz, ihm folgte 1838 dessen Sohn Friedrich Olivier Graf von Wallis.
Im Jahre 1843 bestand das Dominikaldorf Senetz aus 62 Häusern mit 421 Einwohnern, darunter einer jüdischen Familie. Im Ort gab es ein obrigkeitliches Jägerhaus, eine Schule, eine Mühle und ein Wirtshaus. Pfarrort war Petrowitz. Bis zur Mitte des 19. Jahrhunderts blieb Senetz dem an die Fideikommissherrschaft Koleschowitz angeschlossenen Allodialgut Petrowitz untertänig.
Nach der Aufhebung der Patrimonialherrschaften bildete Senec / Senetz ab 1850 eine Gemeinde im Bezirk Rakonitz und Gerichtsbezirk Rakonitz. 1869 wurde im gemeindlichen Haus Nr. 8 eine Schule eingerichtet, in der ab 1885 in zwei Klassen unterrichtet wurde. Sie zog 1890 in ein neu errichtetes Schulhaus. Beim Zensus von 1921 bestand Senec aus 90 Häusern und hatte 524 Einwohner; das Gemeindekataster umfasste eine Fläche von 440 Hektar, 76 Ar und 69 Quadratmeter. Die Bewohner lebten vor allem von der Landwirtschaft und dem Obstbau. Im Jahre 1932 lebten in Senec 531 Personen. Seit 2002 führt Senec ein Wappen und Banner. Im März 2010 hatte Senec 246 Einwohner. Von den 115 Häusern wurden 82 dauerhaft bewohnt, außerdem bestanden in der Gemeinde 30 Ferienhütten.

## Gemeindegliederung
Für die Gemeinde Senec sind keine Ortsteile ausgewiesen.

## Sehenswürdigkeiten
- Gedenkstein für die Gefallenen des Ersten Weltkrieges, enthüllt 1933
- Aussichtspunkt Senecká hora
- Ehemalige Feste Senec, sie wurde 1785 abgebrochen, erhalten sind im Gehöft Nr. 33 der Keller sowie ein Stück des Korridors.
- Kapelle an der Schule, der 1890 begonnene Bau blieb unvollendet